# Bataille de Thapsus
Guerre civile de César
Batailles
- Marseille (navale)
- Ilerda
- Bagradas
- Marseille (siège)
- Dyrrachium
- Pharsale
- Alexandrie
- Ruspina
- Thapsus
- Munda

La bataille de Thapsus se déroula le 6 avril 46 av. J.-C. (correspondant au 7 février du calendrier romain avant que César n'introduise sa réforme la même année) près de Thapsus (aujourd’hui Ras Dimass, en Tunisie). L'armée du parti conservateur (les Optimates), conduite par Metellus Scipion et son allié Juba Ier de Numidie, se battit contre les forces de Jules César, qui finirent par triompher. Avec cette victoire, César brisa les résistances contre son pouvoir en Afrique et s’approcha encore plus du pouvoir absolu.

## Contexte
Les Populares de Jules César furent vaincus à Dyrrachium (Durrës), puis les Optimates commandés par Pompée subirent une défaite décisive à Pharsale en 48 av. J.-C. Pompée cherchant à rallier l’Égypte y fut assassiné à son arrivée. Mais les adversaires de César, décidés à ne pas céder, se rejoignirent dans la province d'Afrique et organisèrent la résistance. Leurs chefs étaient Caton et Metellus Scipion. En outre, ils avaient comme allié le roi de Numidie Juba Ier. Après la pacification des provinces orientales et une brève visite à Rome, César poursuivit ses adversaires en Afrique et accosta à Ruspina (l'actuelle Monastir, en Tunisie) le 28 décembre 47 av. J.-C.
Les Optimates réunirent leurs forces avec une impressionnante rapidité. Leur armée comprenait selon Appien huit légions romaines, une importante infanterie légère, 20 000 cavaliers, conduite par l'ex-bras droit de César, le vaillant Titus Labienus, outre les forces alliées de Juba de Numidie et une soixantaine d’éléphants. Toutefois, Juba partit en emmenant ses troupes lorsqu'il apprit l'attaque du roi de Maurétanie Bocchus II sur sa capitale Cirta. Metellus Scipion conserva 80 000 hommes bien entraînés, et 60 éléphants.
Les deux armées s'affrontèrent dans une série d’escarmouches pour évaluer leurs forces respectives, et, durant cette phase, deux légions des Optimates désertèrent en faveur de César. Entre-temps, César attendit des renforts de Sicile. À la fin avril, César arriva à Thapsus et assiègea la cité, en bloquant l'accès méridional avec trois lignes de fortifications. Les conservateurs, menés par Metellus Scipion, ne pouvant se permettre de perdre la position, furent contraints d'accepter l’affrontement.

## Bataille
L'armée de Metellus Scipion encercla Thapsus pour approcher la cité sur son aile nord. Prévoyant l’approche de César, il resta en ordre de bataille serré, tenant la cavalerie et les éléphants sur les côtés. La position de César était typique de sa manière de combattre, avec lui au commandement du côté droit et la cavalerie et les archers aux flancs. La menace constituée par les éléphants est à la base de la décision de renforcer la cavalerie avec cinq cohortes.
Un clairon de César donne l’ordre de bataille. Les archers de César attaquent les éléphants, mais ceux-ci ont la peau trop épaisse, si bien que les flèches sont inefficaces. Les éléphants enfoncent les défenses en avant et piétinent les légionnaires. L’aile gauche des éléphants attaque au centre des soldats de César, où est postée la Ve légion. Cette légion soutient l’attaque avec un tel courage que depuis un éléphant devint son symbole. Les éléphants, pourtant, massacrent les fantassins, ouvrant la route aux cavaliers de Scipion. César fait sonner d’énormes trompes avec une telle violence que les éléphants affolés fuient, piétinant la cavalerie. Après la perte des éléphants, Metellus Scipion commence à perdre du terrain. La cavalerie de César devance l’adversaire par une manœuvre, détruit son camp fortifié et contraint l’ennemi à battre en retraite. Les troupes alliées de Juba Ier  abandonnent les positions et le sort de la bataille est réglé.
Environ 10 000 soldats ennemis qui veulent se rendre à César sont tués par son armée. Ce comportement est insolite pour César, qui était connu comme un vainqueur généreux. Quelques sources soutiennent que César aurait eu une attaque épileptique durant la bataille et qu’il n’était plus en possession de tous ses moyens.

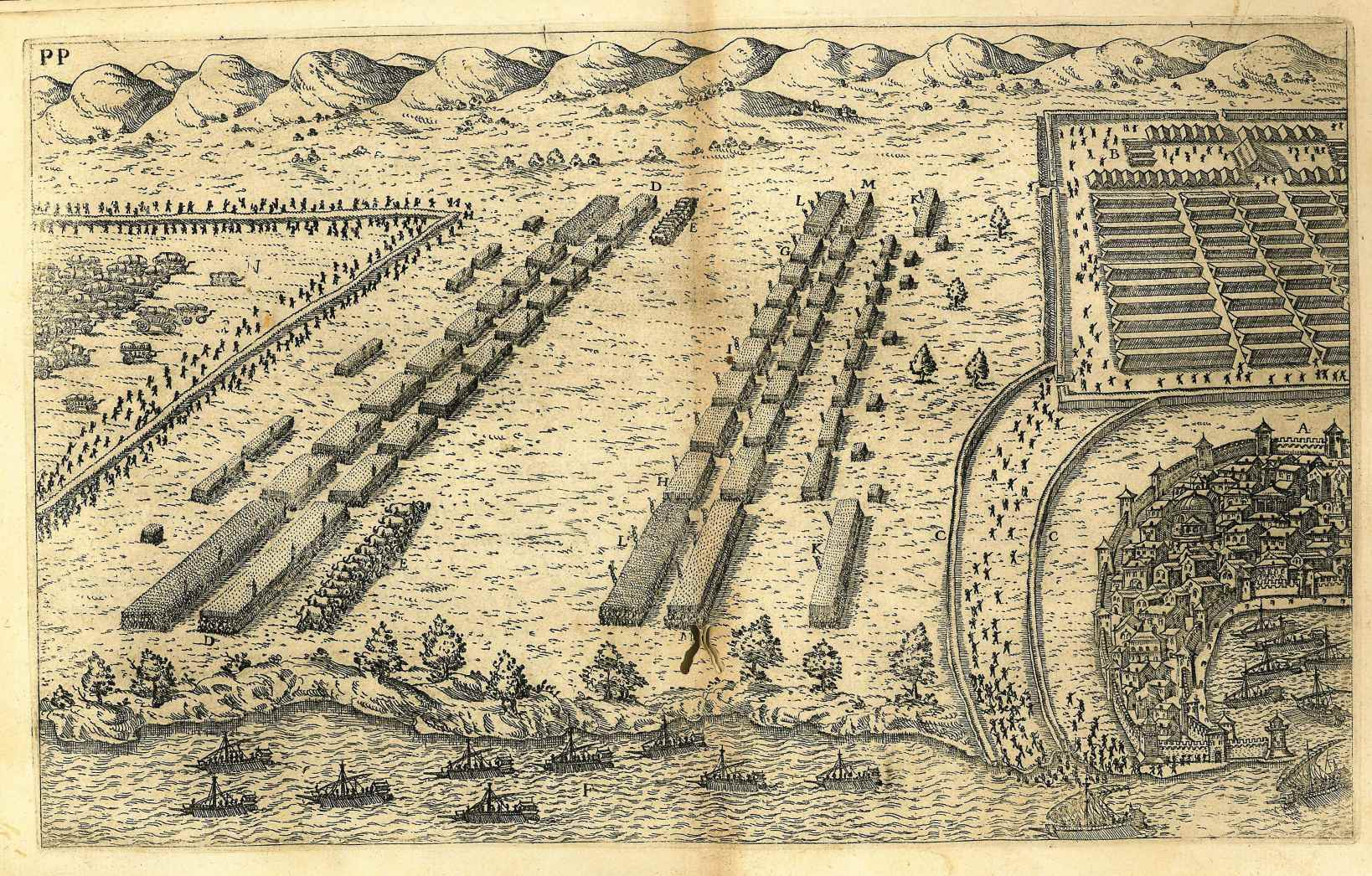
La bataille de Thapsus — Illustration de Andrea Palladio, d’un livre de 1619
A.– la cité de Thapsus ; B.– campement de César ; C.– Tranchées de César ; D.– cavalerie de Scipion ; E.– éléphants, sur la corne droite et gauche ; F.– galères de César « envoyées pour faire peur aux ennemis » ; G.– Xe légion ; H.– VIIIe légion ; I.– autres 5 légions ; K.– bataille contre les éléphants ; L.– archers et frondeur contre les éléphants ; M.– cavalerie de César ; N.– campement de Scipion

## Conséquences
Après la bataille, César reprit le siège de Thapsus, qui finit par tomber. César continua jusqu’à Utique, où Caton se trouvait avec ses troupes. À l’annonce de la défaite des alliés, Caton se suicida. César en fut choqué ; selon Plutarque, il aurait dit : 

« Caton, j’envie ta mort comme tu as envié que je puisse te sauver la vie. »

César captura les 60 éléphants et essaya de les domestiquer pour les faire combattre dans son armée, mais ils n’obéirent pas. Aussitôt, César leur rendit la liberté.
La bataille vit le rétablissement de la paix en Afrique. Après quelque temps, le 25 juillet de la même année, César fut de retour à Rome, mais l'opposition reprit de nouveau : Titus Labienus, les fils de Pompée et d'autres réussirent à s'enfuir dans les provinces espagnoles. La guerre civile ne se terminera qu'à la bataille de Munda, près de Cordoue.

## Culture populaire
La bataille de Thapsus joue un grand rôle dans l'album Astérix légionnaire, où elle est plutôt prise à la légère : en effet, loin d'être une bataille sanglante, elle n'est qu'un gigantesque quiproquo, les soldats étant incapables de reconnaître leurs ennemis, et Scipion bat en retraite par lassitude.